# Paardenvlees

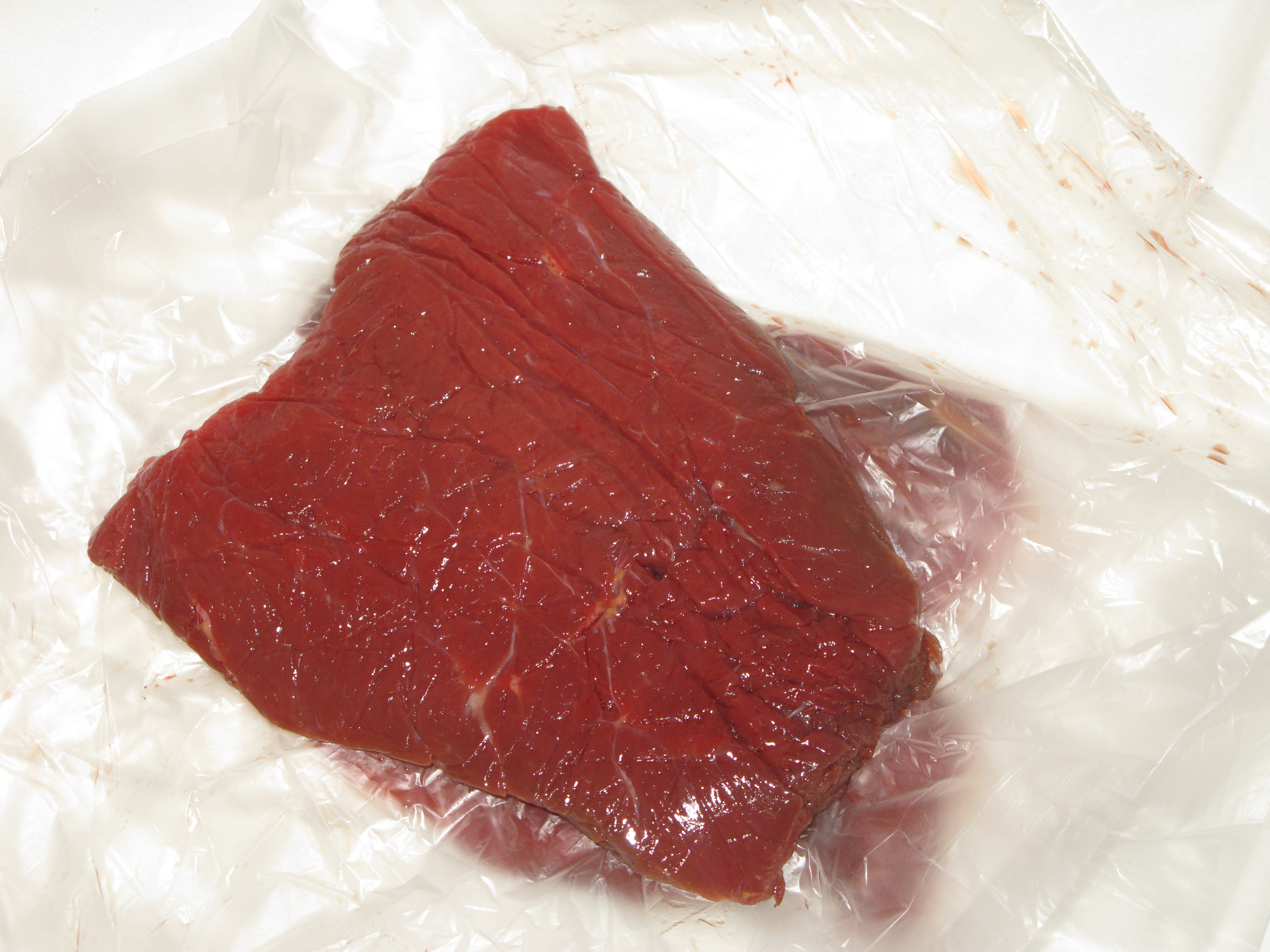
Paardenfilet

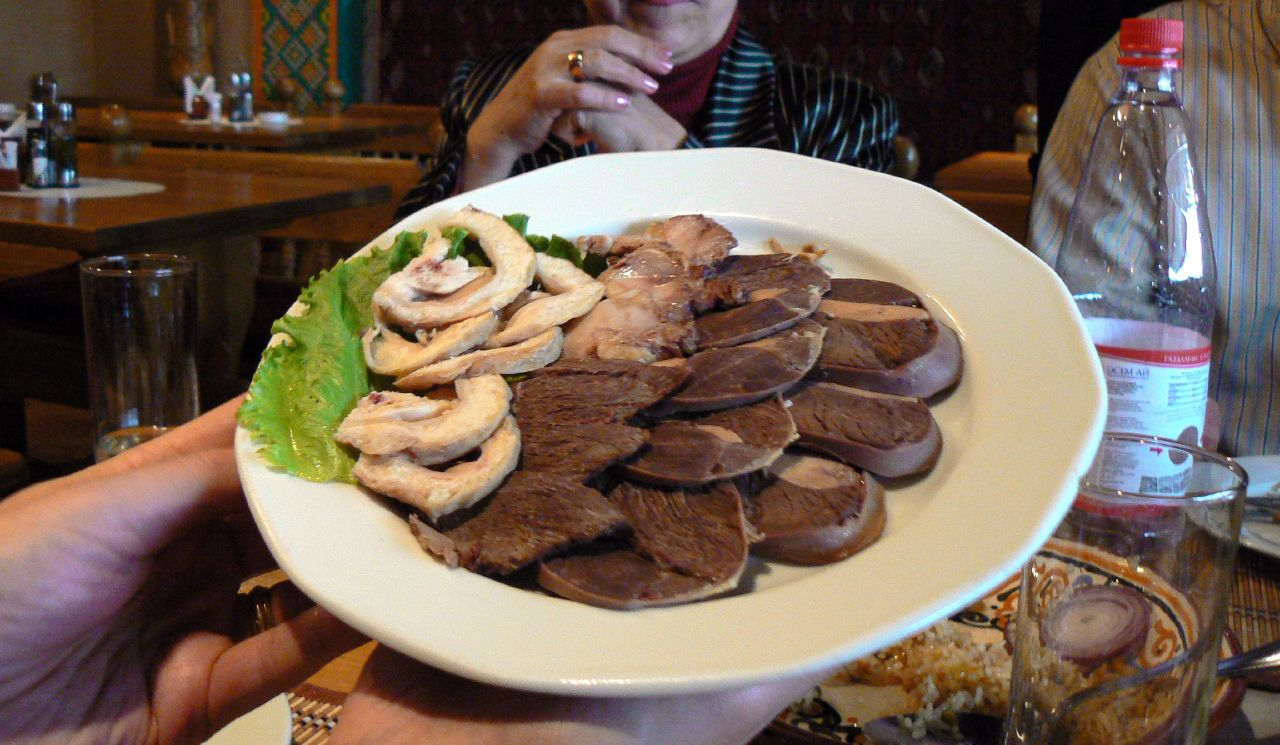
Bord met paardenvlees in Kazachstan

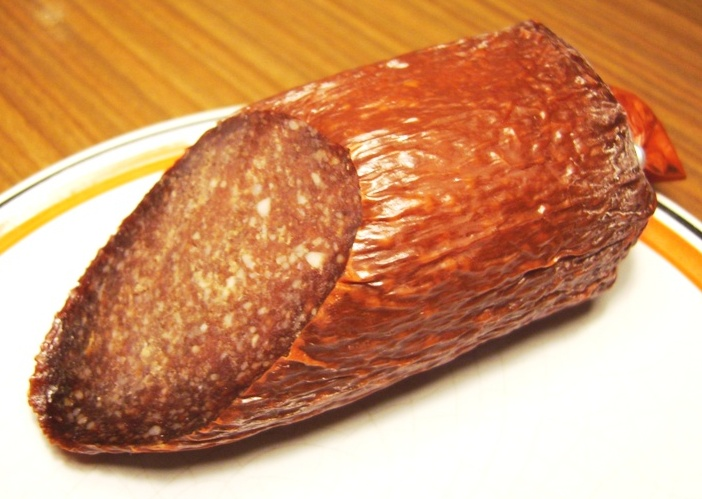
Een stukje paardensalami

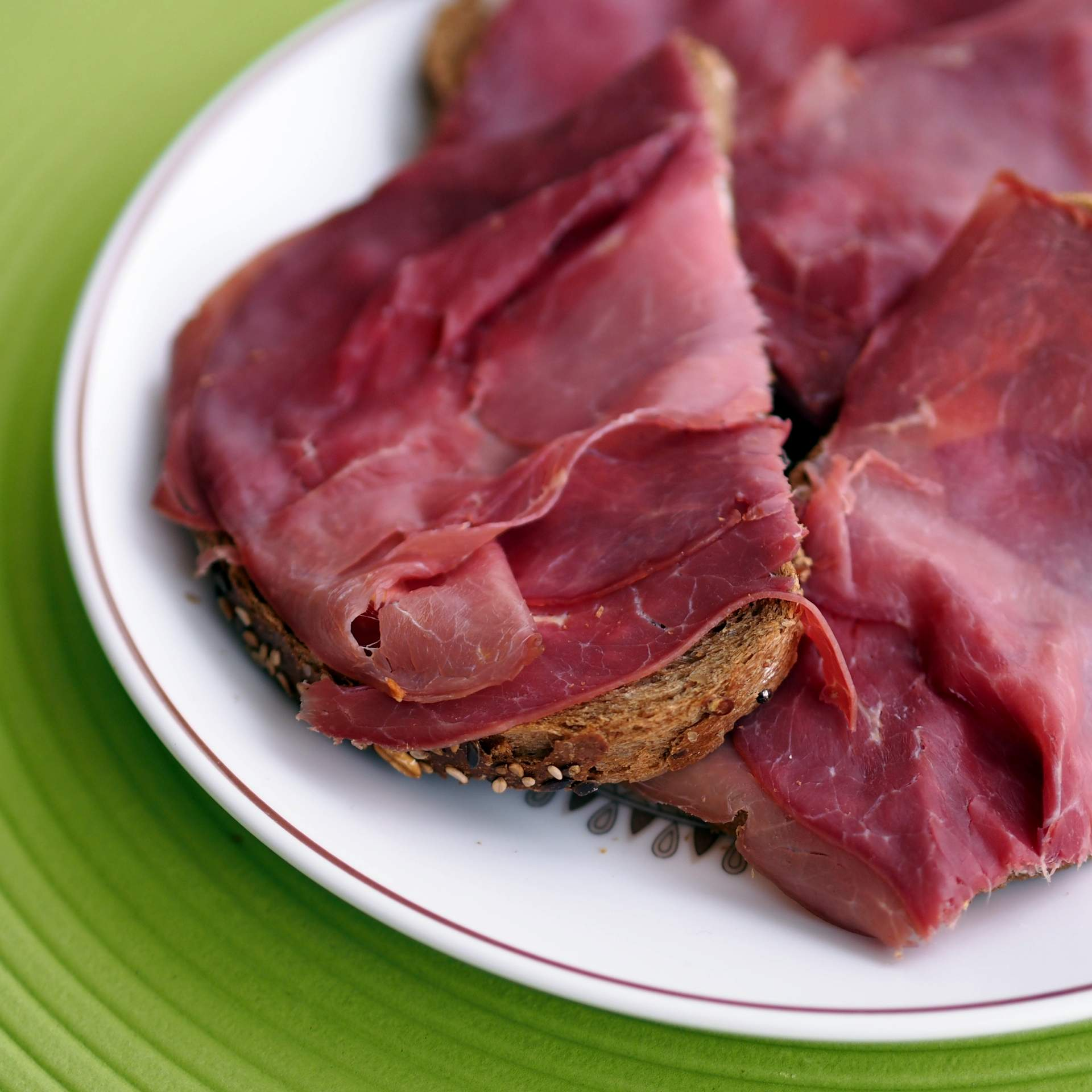
Brood met paardenrookvlees

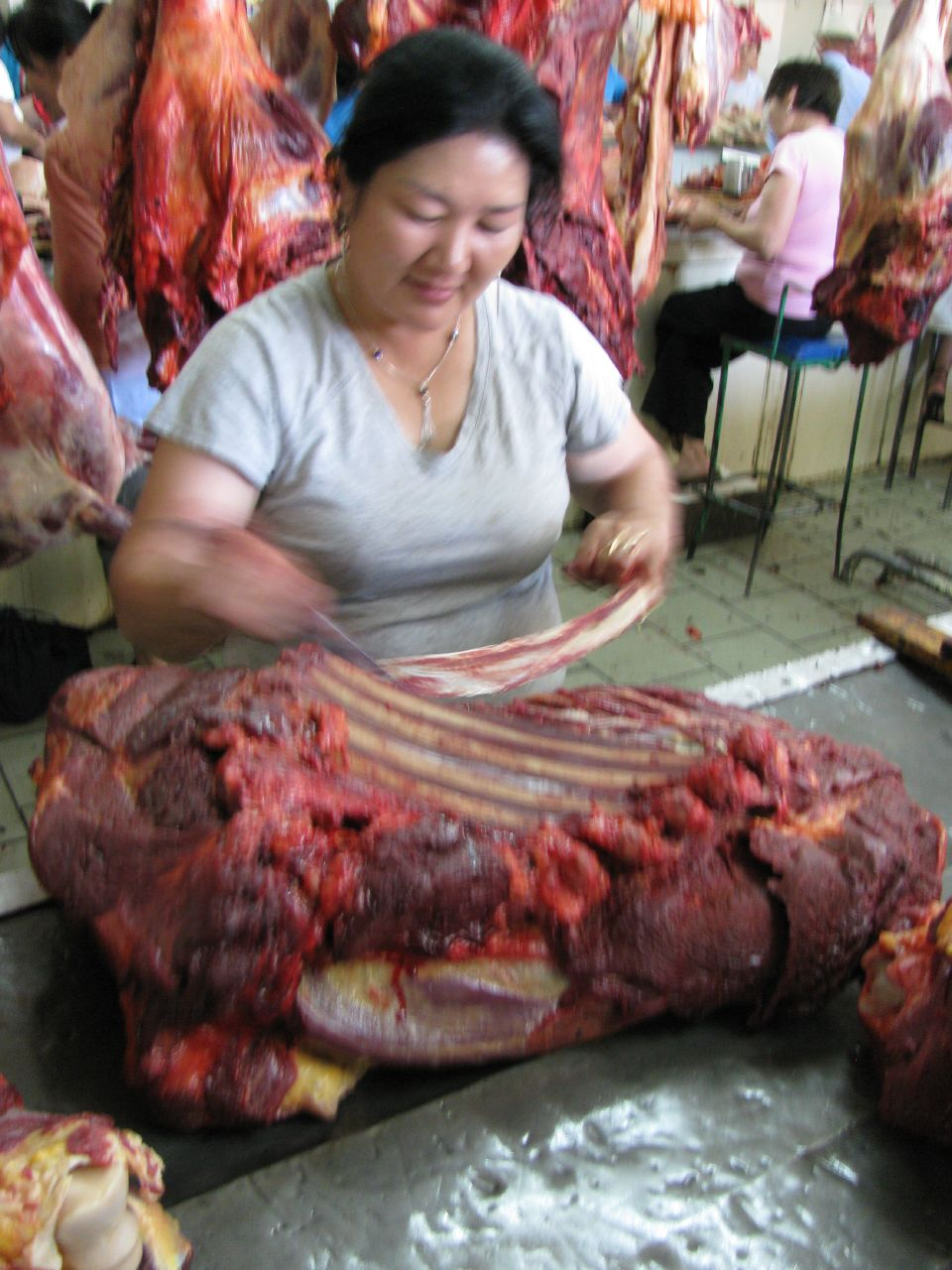
Paardenslagerij in Mongolië

Paardenvlees is het vlees van een paard. Het werd van oudsher verkocht door paardenslagers.

## Eigenschappen
Paardenvlees is zeer mager en rijk aan ijzer (myoglobine), waardoor het sneller verkleurt (tot bijna zwart). Een andere stof die veel voorkomt in paardenvlees is glycogeen. Door het hoge gehalte glycogeen is de smaak zoeter dan rundvlees en kan daardoor bij de bereiding wat sterker gekruid (peper) worden.

## Herkomst
In  sommige landen van Europa worden paarden nog voor het vlees gefokt, met als koploper Frankrijk met jaarlijks vijftienduizend vleespaarden. Ook Oost-Europa is traditioneel een leverancier. Het meeste paardenvlees komt uit Zuid-Amerika, waar Argentinië de grootste leverancier is. De paarden worden ter plaatse geslacht en ontbeend. Het vlees wordt vacuüm verpakt en ofwel per boot (bootvlees) of per vliegtuig (vliegvlees) vervoerd.
Veel recreatiepaarden – paarden die worden bereden of voor het plezier gehouden – worden in hun leven behandeld met medicijnen. In de landen van de EU worden al deze behandelingen bijgehouden in het paardenpaspoort (gelinkt aan een tatoeage of identificatiechip). Een paard dat wordt behandeld met medicijnen die schadelijk voor de volksgezondheid worden geacht, krijgt in het paspoort een aantekening dat het niet meer voor de slacht in aanmerking komt. Het vlees van deze dieren kan desgewenst wel tot veevoer verwerkt worden.

## Producten
Jong paardenvlees is zeer mals waardoor het grootste deel van de achtervoet kan worden gegeten als biefstuk. Andere delen worden onder andere verwerkt in vleeskroketten, frikandellen, en hamburgers. Paardenvet (manenvet) werd ook gebruikt voor het bakken van frieten. Het wordt in de winter nog gebruikt voor het smeren van de bovenassen van windmolens. Zomers is het vet daar te dun voor.
Vleeswaren van paardenvlees zijn onder meer paardenrookvlees, Lokerse paardenworst en paardensalami, de zogenaamde Boulogne-worst. In Vlaanderen zijn ze erkend als streekproduct en de Lokerse paardenworst werd in 2019 'Streekproduct van het jaar'.
Paardengehakt is een gemengd gehakt van zeventig procent paardenvlees en dertig procent varkensvlees. Honderd procent paardengehakt wordt wel gegeten als paardenamericain.

## Tradities
Joden die de spijswetten eerbiedigen, mogen geen paardenvlees eten, het is niet koosjer. Vroeger was in tijden van oorlog het slachten van paarden strikt verboden omdat het paard een essentieel deel was van de oorlogsuitrusting. Ook rooms-katholieken mogen het niet vanwege een decreet van paus Gregorius III in 732. Voor islamieten geldt de consumptie van paardenvlees als makruh; het is niet verboden, maar het wordt afgeraden.
In Groot-Brittannië, Ierland en de Verenigde Staten wordt het eten van paardenvlees maatschappelijk niet aanvaard; de laatste paardenslachterijen worden door politieke en milieuactivisten bestookt. Dit noopte de laatste van de drie Belgische paardenslachterijen in de Verenigde Staten in 2007 het bedrijf te sluiten.
In Nederland waren er lange tijd aparte paardenslachterijen, er zijn daar nog maar heel weinig van over. Ook in België en in het noorden van Frankrijk zijn de specifieke paardenbeenhouwerijen aan het verdwijnen. Paardenrookvlees en paardenbiefstuk is echter bij de meeste Belgische slagers en supermarkten verkrijgbaar. Vilvoorde en de Baksteenkaai aan de Sint-Katelijneplaats in Brussel waren ooit beroemd om hun restaurants waar een paardenbiefstuk gegeten kon worden. In Vilvoorde zijn er thans nog een tweetal restaurants gespecialiseerd in paardenbiefstuk.
In Japan wordt paardenvlees wel als sashimi gegeten: rauw en dun gesneden met sojasaus.
In de centraal Aziatische landen zoals Mongolië, Kazachstan en Kirgizië, waar het paard tot het dagelijks leven behoort, is het eten van paardenvlees niet ongewoon.